# Fallout Tactics: Brotherhood of Steel
A Fallout Tactics: Brotherhood of Steel egy 2001-ben megjelent körökre osztott-valós idejű vegyes üzemmódban működő taktikai stratégia, mely a Fallout-játékok univerzumában játszódik. Fejlesztője az előző részekkel ellentétben a Micro Forté volt, a kiadást pedig a 14 Degrees East végezte, amely az Interplay egyik divíziója volt.
A játék középpontjában az Acél Testvérisége néven ismert szervezet áll, mely ezúttal az amerikai Középnyugaton keveredik bele egy kétségbeesett háborúba. Az előrendelők emellett egy bónusz küldetést, valamint a "Fallout: Warfare" társasjáték PC-s verzióját kapták ajándékba.
A Fallout első és második része között, 2197-ben játszódó játéknak a cselekményét sokáig nem tekintették kanonikusnak, 2020-ban azonban Emil Pagliarulo bejelentette, hogy egyes elemeit a későbbi játékokban fel fogják használni, ezért újból a kánon része lett. Érdekesség, hogy a 2197-es dátumot utólag határozták meg, a játékban valójában 2185-öt írnak.

## Játékmenet
Az elődökkel ellentétben a Fallout Tactics szinte kizárólag a stratégiára és a harcrendszerre helyezi a hangsúlyt. A nem játékos karakterekkel az interakciók lehetősége minimális, a velük való kereskedésen túl alkalmanként egy-egy dialógusra korlátozódik. A városok helyett a központi helyek a Testvériség bunkerei: itt kapjuk az aktuális küldetéseket, illetve itt kaphatunk ellátmányt, itt toborozhatunk embereket a csapatunkba, valamint orvosi ellátásban is itt részesülhetünk.
A bunkert irányító tábornok adja a következő küldetést, amelynek a helyszínére elutazhatunk, a korábbi részekből ismert világtérképet használva. Ezek a helyszínek a legtöbbször városok, de alkalmanként lehet gyártelep, katonai tábor, vagy éppen Menedék (Vault) is. A küldetésekhez ját egy térkép is, amelyeken feltüntetésre kerülnek a direktívák.
A harcrendszer továbbfejlesztésre került a Fallout-szerepjátékokhoz képest, amelyekben egy körökre osztott, akciópontokra épülő megoldás volt megtalálható. A Fallout Tactics háromféle harcrendszerrel használható. A Continuous Turn-Based (CTB) módban valamennyi karakter egyszerre mozog valós időben, de cselekvéseket csak az akciópontok erejéig tehetnek, amelyek az Ügyesség képzettség fényében termelődnek újra. Az Individual Turn-Based (ITB) megegyezik a Fallout körökre osztott módjával, a Squad Turn-Based (STB) mód esetében pedig megmarad a körökre osztás, de egy körön belül a csapatunk valamennyi tagjával léphetünk.
A kétdimenziós, izometrikus nézet megmaradt, a grafika felfrissítésre került. Karakterink immár képesek testhelyzetet változtatni (guggolni illetve lefeküdni), az egyes pályák többszintessé váltak (tereptárgyakra is lehetséges felmászni illetve onnan is támadhatnak minket), sőt játműveket is vezethetünk. Beállíthatjuk azt is, hogy egy-egy csapattagunk őrködjön, azaz egy helyben maradva folyamatosan tüzeljen az ellenségre, CTB-módban.
A Fallout Tactics volt az első többjátékos üzemmódot tartalmazó játék a sorozatban. Ebben a módban minden játékos a saját csapatát irányítja a másik játékoséval szemben. Ezeket a csapatokat előre megadott pontszámok alapján generálhatjuk a játék indításakor.
A játékos csak a kezdő karakterét generálhatja le, aki kizárólag ember lehet. Azonban maga mellé felvehet legfeljebb öt segítőt, akik más-más fajba is tartozhatnak.
- Ember: nincs semmilyen erősségük vagy gyengéjük, általános karakterek. Minden harmadik szintlépés után választhatnak egy perket (speciális képzettség)
- Szupermutáns: az F.E.V. vírus okozta mutációk miatt rendkívül erősek lettek, de mellékhatásként ostobák és lomhák. Nem tudnak kis fegyvereket használni és páncélzatot sem viselhetnek. Minden negyedik szintlépés után választhatnak perket.
- Ghoul: a nukleáris háborúban erős sugárzás hatására mutálódott emberek, rendkívül hosszú élettartammal. Hasonlóak az emberekhez, nem olyan erősek, de általában szerencsésebbek és az észlelésük is jobb. Minden negyedik szinten választhatnak perket.
- Halálkarom: óriási mutáns bestiák borotvaéles karmokkal és agyarakkal. Gyakorlatilag semmilyen fegyvert és páncélt nem használhatnak, viszont cserébe ütéseik gyakrabban lesznek kritikusak és bőrük is ellenállóbb. Minden negyedik szinten választhatnak perket.
- Kutya: hűséges, visszaszelídített állatok. Nem használhatnak semmilyen fegyvert és páncélt, viszont jók a közelharcban. Minden második szinten választhatnak perket.
- Robot: harcra edzett teremtmények, átlagos szerencsével. Karizmájuk nincs. Erősek és kemények, sok támadás ellen védettek. Cserébe viszont sosem választhatnak perket.

## Történet
|  | Alább a cselekmény részletei következnek! |

A Nagy Háború után alakult egy szervezet Kaliforniában, amely feladatául tűzte ki, hogy az elpusztult civilizáció tárgyi emlékeit összegyűjti és védelmezi, valamint fenntartja a rendet és a biztonságot a nukleáris sivatagban: az Acél Testvérisége. A XXII. században sikeresen visszaverték a Mesternek és szupermutáns hadainak a támadásait, de ezután egy szakadás következett be szervezetükben. Egy részük szerette volna, hogy kívülállókat is minden további nélkül besorozzanak a hadtestekbe, ami a külvilág felé zárt Testvériség ellenállását váltotta ki. Ők végül elhagyták a rendet, és nagy léghajókon megindultak keletnek, hogy az arra vándorló szupermutáns hordákat megfékezzék. Egy vihar miatt kényszerleszállást kellett végrehajtaniuk Chicago romjainak környékén. Miután létrehozták új bázisukat, elhatározták, hogy megszervezik az Acél Testvérisége itteni szervezetét, méghozzá úgy, hogy bárkit, aki arra alkalmas lehet. bevesznek maguk közé. Ennek keretében védelmet kínáltak a környező falvaknak, és cserébe közülük verbuváltak embereket.
A cselekmény során hősünk eleinte még újonc a Testvériség elit alakulatán belül, akinek feladata, hogy csapattársaival együtt fékezzen meg rablóvezéreket vagy renegát kiskirályokat, ám ahogy előrehalad a ranglétrán, megtudja a valódi célt: a Cheyenne-hegységben fekvő Vault Zerohoz kell eljutni. Ez a Menedék a központja az összes többinek, melyben a háború előtti legnagyobb tudósok agyát és a legmodernebb csúcstechnikát konzerválták az utókor számára. Barnaky tábornok vezénylete alatt indul meg az összecsapás, eleinte a halálkarmokat irányítani képes Beastlordok ellen, majd a szupermutánsokkal szemben. St. Louis mellett egy ütközetben fogságba esik Barnaky, a csapat pedig egy olyan üzemet talál, ami a szupermutánsok sterilitásának meggyógyításán ügyködik. Kansas City mellett egy érintetlen atombombát találnak, és gondoskodnak annak biztosításáról.
Osceolla mellett, ahol az egyik testvériségi zeppelin lezuhant, végre legyőzik a szupermutánsokat, ám kiderül, hogy Barnakyt egy ismeretlen erő magával vitte, továbbá hogy Gammorin, a szupermutánsok vezére mögött mindvégig egy volt Testvériségi katona, a renegát Latham paladin állt.
Hamarosan kiderül, hogy az ismeretlen erő valójában egy gigantikus robothadsereg, és az ő híveik, a Reaverek. Ők hamar két tűz közé kerülnek, és a Testvériség segítségét kérik, akik szövetségre lépnek velük, és a tőlük kapott új technológiák segítségével a robotok után iramodnak. Róluk kiderül, hogy a Vault Zeróból jöttek, irányítójuk pedig a Kalkulátor nevű szuperszámítógép, akit emberi és kibernetikus agyak keresztezéséből hoztak létre még a Nagy Háború előtt. A Testvériség a tervei szerint elfoglalna egy robotgyárat, hogy megakadályozza az előretörésüket, ám a robotok fogságba ejtik Kerrt, a kereskedőt, akiből olyan információkat szedhetnek ki a bunkerekről, melyekkel leszámolhatnak a szervezettel. Hőseink még idejében megakadályozzák ezt, ám megtalálják Barnaky tábornok holttestét is, amelyből kioperálták az agyat.
Vault Zeróba a bejutás nem egyszerű, mert előbb egy nukleáris robbanófejjel be kell robbantani a bejáratot. Odabent, az utolsó robotcsapat élén a kiborggá tett Barnaky tábornok vár minket. Attól függően, hogy nálunk van-e a felesége fényképe vagy sem, megtámad minket, vagy épp békén hagy. Célunk a Kalkulátorhoz való eljutás, ahol aztán többféle befejezést is elérhetünk.
- Ha a Kalkulátor bekapcsolja az önmegsemmisítőt, a Testvériség elfoglalja a bunkert, és központjává teszi. Ám ekkor rájönnek, hogy az igazi érték pont a szuperszámítógép volt, és ezt leszámítva semmi újdonságot nem lehetett itt találni.
- A Kalkulátor meg is javítható egy agydonor segítségével, jelesül főhősünkével. Így a Testvériség veszi uralma alá a rendszert, és évek alatt helyreállítja a pusztaságot.
- A játékos cselekedeteitől függően a Kalkulátor viszont az agyátültetést követően dönthet úgy is, hogy célszerűségi okból eltörli a diszkriminációt a mutánsokkal szemben. Emiatt azonban a Testvériség vezetői végeznek vele, és ugyanolyan izolacionista működésbe kezdenek, mint a kaliforniai Testvériség.
- Ha Barnakyt választjuk agydonornak, a Kalkulátor népirtást kezd a tisztátalannak minősített emberiség ellen, szép lassan a kihalásukat okozva.

Az ellentmondások miatt gyakorlatilag a teljes történetet nemhivatalossá nyilvánították a Fallout 3 megjelenésekor. Ettől függetlenül ebben a játékban, majd a Fallout: New Vegasban annyi utalást meghagytak, hogy említés szintjén felbukkan a chicagói Testvériség önállósodása. 2020-ban a történéseket ismét a kánon részévé tették.
|  | Itt a vége a cselekmény részletezésének! |

## Fogadtatás
Annak ellenére, hogy az elődöktől teljesen eltérő volt a játék egész felépítése, meglepően jó kritikákat kapott. A felújított grafika és a modernizált harcrendszer mindenki tetszését elnyerte. Sokan kritizálták viszont, hogy a küldetések túl lineárisak, és a szerepjáték-elemek gyakorlatilag csak a szintlépésre és a SPECIAL-rendszer megtartására korlátozódtak. A PC Guru 2001. májusi számában 85%-ra értékelte, 2003 januárjában pedig teljes játékként is megjelentette.
2001-ben megindult a folytatás, a Fallout Tactics 2 fejlesztése is, de azt néhány hónap után, az első rész gyenge eladási mutatóit látva, az Interplay törölte. A játék Floridában játszódott volna, és az ember és az elvadult természet harcára helyezte volna a hangsúlyt.

## Hangok
- R. Lee Ermey – General Barnaky
- Ron Perlman – Narrátor
- Kurtwood Smith – General Dekker
- Todd Susman – Paladin Ziskele
- Dee Bradley Baker
- Michael Bell
- Greg Beller

## Fordítás
Ez a szócikk részben vagy egészben  a   Fallout Tactics: Brotherhood of Steel című angol Wikipédia-szócikk ezen változatának fordításán alapul.  Az eredeti cikk szerkesztőit annak laptörténete sorolja fel. Ez a jelzés csupán a megfogalmazás eredetét és a szerzői jogokat jelzi, nem szolgál a cikkben szereplő információk forrásmegjelöléseként.